# مونوبري (تونس)
مُونُوبْرِي (بالفرنسية: Monoprix، من مُونُو mono أي واحد أو مُوَحّد، پْرِي prix أي سِعْر) شركة توزيع بمراكز تجارية تونسية تابعة لمجموعة المبروك (78 بالمئة من الأسهم) منذ عام 1999. وهي مدرجة في بورصة تونس منذ أفريل 1995.
تأسست في 16 أوت 1933 باسم قانوني La Société Nouvelle Maison de la Ville de Tunis على علاقة بشركة مونوبري الفرنسية، حيث حملت نفس الاسم التجاري (مونوبري) ونفس العلامة.
تعد مونوبري الشركة الرائدة في قطاع التوزيع بالمراكز التجارية في تونس، حيث يبلغ نصيبها من السوق أكثر من 23 بالمئة، كما تملك 80 مركزا تجاريا، منها مركز جيان التجاري بضواحي مدينة تونس، والمغازات التي كانت تحمل اسم توتة (8 مغازات) وتلك التي كانت تحمل اسم الباساج (3 مغازات) وتلك التي تحمل اسم صحراء الرفاهة (6 مغازات).